# El encubrimiento freudiano
El encubrimiento freudiano es una teoría introducida por la trabajadora social Florence Rush en 1971, quien afirmó que Sigmund Freud —el padre del psicoanálisis— ignoró y descartó intencionalmente la evidencia de que sus pacientes fueron víctimas de abusos sexuales. Rush sostiene que Freud, al desarrollar su teoría de la sexualidad infantil, interpretó las afirmaciones de abuso sexual de sus pacientes como síntomas de deseo incestuoso reprimido, y no como un acontecimiento real. Por lo tanto, Freud afirmó que los niños que denunciaban abuso sexual por parte de adultos habían imaginado o fantaseado la experiencia.
Florence Rush presentó dicha teoría en El abuso sexual de niños: una perspectiva feminista, sobre el abuso sexual y el incesto en la infancia, en la serie de conferencias sobre Violación de Feministas Radicales de Nueva York (NYRF) en abril de 1971.Y también publicado en su libro The Best Kept Secret: sexual abuse of children en 1980.
Esta teoría del encubrimiento (aunque con un nombre diferente) recibió mayor promoción en 1984 cuando se publicó el libro El asalto a la verdad: la supresión de la teoría de la seducción por parte de Freud, del ex-psicoanalista Jeffrey Moussaieff Masson. Masson llegó de forma independiente a la misma conclusión que Rush a través de su revisión de cartas y publicaciones inéditas como director de los Archivos de Freud.

## Historia
Al principio de su carrera, Freud creía que las niñas a menudo experimentaban abuso sexual, pues la mayoría de sus pacientes mujeres reportaban sus historias donde los perpetradores era casi siempre una figura masculina adulta. Freud veía principalmente a pacientes con el antiguo diagnóstico victoriano común: la histeria. Los síntomas reportados en sus pacientes histéricas incluían pérdida del habla y del apetito, vómitos compulsivos, ceguera temporal, parálisis y convulsiones. Entonces estableció una relación causal entre el abuso sexual y la neurosis, llamándolo teoría de la seducción, en la que señalaba que las niñas eran "seducidas" por un adulto que traicionaba su confianza. Según Florence Rush, autora de El encubrimiento freudiano, esta incriminación de los padres por parte de sus pacientes —quienes posiblemente eran de la misma clase social que Freud y, por lo tanto, conocidos— le inquietó profundamente y le llevó a abandonar la teoría de la seducción. Freud entonces, para no incriminar a la mayoría de hombres de la sociedad —indica que también su propio padre era un perverso— al abandonar su primera teoría, prefirió pensar en que serían fantasías, más que una realidad, y si hubiese una seductora en fantasía o en la realidad, sería más bien la madre, tanto para niños y para niñas. De ahí surgió el “complejo de Edipo”. Otras feministas que apoyaron las afirmaciones de Rush son Susan Brownmiller, Louise Armstrong y Diana Russell.
Freud tuvo que deshacerse públicamente de su teoría anterior, cambiando su interpretación de lo que le contaban sus pacientes. Para eliminar la responsabilidad de los padres, Freud consideró necesario socavar las percepciones y motivaciones de sus pacientes femeninas, cambiando la veracidad femenina por fantasía, la fantasía de ser seducida por el padre.
Desde la década de 1970, diversos autores independientes han argumentado que Freud abandonó su convicción inicial de que había un problema de abuso infantil reemplazándola con su teoría de Edipo, ilustrando las formas en que ocultó o alteró información a sus pacientes. El Encubrimiento Freudiano expuso la negativa a nombrar al agresor, pero además, el intento de un hombre de ocultar prácticas sexuales ilegales, inmorales y a veces mortales. A los hombres victorianos se les permitía disfrutar del sexo prohibido, siempre que lograran mantener ocultas sus indiscreciones. Freud, que consideraba que el tabú del incesto era vital para el avance de la civilización, parecía exigir solo que el sexo prohibido se practicara con tacto y discreción para que la superficie de la respetabilidad victoriana no se perturbara en modo alguno. Por lo tanto, cualquier intento por parte de la niña o de su familia de exponer al agresor expone sus propios supuestos motivos sexuales innatos y le avergüenza más que al agresor; el ocultamiento es su único recurso. 

## Crítica
El historiador Peter Gay, autor de Freud: Una vida de nuestro tiempo (1988), opina que Freud seguía creyendo que algunas pacientes sufrían abusos sexuales, pero que era difícil diferenciar entre la verdad y la fantasía. Según Gay, no había ningún motivo siniestro u oculto para cambiar su teoría; Freud era un científico que buscaba los hechos y tenía "derecho" a cambiar sus puntos de vista si se le presentaban nuevas pruebas. 
Otro tipo de crítica proviene de los estudiosos de Freud que argumentan que el relato anterior contiene conceptos erróneos. Florence Rush basó sus conclusiones, mencionan, en informes retrospectivos de Freud sobre el episodio de 1895-97, que difieren de los artículos originales de 1896 y otros documentos que muestran que no era verdad que las pacientes de Freud le reportaron abuso sexual. Antes de los artículos de 1896, Freud no había informado explícitamente un solo caso de abuso sexual en la primera infancia (y muy pocos casos de cualquier tipo de abuso sexual).  La esencia misma de la teoría de la seducción implicaba que solo los recuerdos inconscientes, es decir, aquellos que no se recordaran, de abuso sexual en la primera infancia, ocasionaban síntomas histéricos u obsesivos, lo que rompe con la noción de que las pacientes le informaran sobre un abuso. Más bien, los supuestos recuerdos estaban reprimidos y no eran accesibles en circunstancias normales. También sucede que los informes clínicos de Freud de 1896 no se limitaban a las mujeres en su artículo de 1896 La etiología de la histeria, pues un tercio de los pacientes eran hombres, aunque no los casos que más desarrolló. 
Freud declaró un par de veces que llegaría con evidencia clínica de sus afirmaciones.Pero nunca lo hizo, lo que, según los críticos, significa que sus afirmaciones clínicas han tenido que tomarse con pura fe.  Numerosos estudiosos y críticos de Freud —tanto a favor como en contra de Freud— han expresado dudas sobre la validez de su primera afirmación de haber descubierto recuerdos inconscientes —más tarde fantasías inconscientes— de abuso sexual infantil, en su mayoría menores de cuatro años. 
Rush suele ser considerada como una de las creadoras del movimiento de la memoria recuperada, un supuesto movimiento mítico, criticado por la aceptación completa y acrítica de las acusaciones de abuso, y la percepción de que los niños que hablan sobre abuso siempre hablan de una realidad. Hay algunos que son críticos de Freud, como Richard Webster, que también son críticos de Rush. 